# شقحب (ريف دمشق)
شقحب قرية سوريّة تتبع إداريّاً لمحافظة ريف دمشق منطقة مركز ريف دمشق ناحية الكسوة، بلغ تعداد سكانها 252 نسمة حسب التعداد السكاني لعام 2004.